# Lista zawodowych mistrzów świata wagi junior ciężkiej w boksie
Waga junior ciężka jest jedną z młodszych kategorii boksu zawodowego. Jej limit początkowo wynosił 190, następnie 195 a od 2003 wynosi 200 funtów (90,7 kg).
Pierwszym mistrzem świata został uznany przez WBC w roku 1980 Amerykanin Marvin Camel, a następnie w roku 1982 Ossie Ocasio przez WBA. Po powstaniu kolejnych organizacji boksu zawodowego, każda uznaje swoich mistrzów świata i prowadzi własne listy bokserów ubiegających się o tytuł. Poniżej zestawiono mistrzów świata czterech podstawowych organizacji boksu zawodowego:
- World Boxing Association(WBA) powstała w roku 1962 na bazie istniejącej od 1921 roku National Boxing Association (NBA),
- World Boxing Council (WBC) założona w roku 1963,
- International Boxing Federation (IBF) założona w 1983,
- World Boxing Organization (WBO) założona w roku 1988.
| Zdobycie tytułu | Utrata tytułu        | Mistrz                   | Mistrz            | Organizacja                 | Obrona tytułu |
| --- | -------------------- | ------------------------ | ----------------- | --------------------------- | ------------- |
| 31 marca 1980 | 25 listopada 1980    | Marvin Camel             | Stany Zjednoczone | WBC                         | 0             |
| Camel został pierwszym mistrzem świata w nowej kategorii. W walce zorganizowanej 31 marca 1980 przez WBC pokonał Mate Parlova. W pierwszym pojedynku, który odbył się 12 sierpnia 1979, padł remis. |                      |                          |                   |                             |               |
| 25 listopada 1980 | 27 czerwca 1982      | Carlos De León           | Portoryko         | WBC                         | 1             |
| 13 lutego 1982 | 1 grudnia 1984       | Ossie Ocasio             | Portoryko         | WBA                         | 3             |
| Ocasio został pierwszym mistrzem WBA zwyciężając 13 lutego 1982 Robbie Williamsa. |                      |                          |                   |                             |               |
| 27 czerwca 1982 | 17 lipca 1983        | S.T. Gordon              | Stany Zjednoczone | WBC                         | 1             |
| 17 lipca 1983 | 6 czerwca 1985       | Carlos De León           | Portoryko         | WBC                         | 3             |
| 13 grudnia 1983 | 6 października 1984  | Marvin Camel             | Stany Zjednoczone | IBF                         | 0             |
| Camel został pierwszym mistrzem federacji IBF zwyciężając 13 grudnia 1983 Roddy McDonalda. |                      |                          |                   |                             |               |
| 6 października 1984 | 25 października 1986 | Lee Roy Murphy           | Stany Zjednoczone | IBF                         | 3             |
| 1 grudnia 1984 | 27 lipca 1985        | Piet Crous               | Południowa Afryka | WBA                         | 1             |
| 6 czerwca 1985 | 21 września 1985     | Alfonso Ratliff          | Stany Zjednoczone | WBC                         | 0             |
| 27 lipca 1985 | 12 lipca 1986        | Dwight Muhammad Qawi     | Stany Zjednoczone | WBA                         | 1             |
| 21 września 1985 | 22 marca 1986        | Bernard Benton           | Stany Zjednoczone | WBC                         | 0             |
| 22 marca 1986 | 9 kwietnia 1988      | Carlos De León           | Portoryko         | WBC                         | 3             |
| 12 lipca 1986 | 15 maja 1987         | Evander Holyfield        | Stany Zjednoczone | WBA                         | 2             |
| 25 października 1986 | 15 maja 1987         | Rickey Parkey            | Stany Zjednoczone | IBF                         | 1             |
| 15 maja 1987 | 9 kwietnia 1988      | Evander Holyfield        | Stany Zjednoczone | WBA i IBF                   | 3             |
| Holyfield zunifikował tytuły WBA i IBF, pokonując Rickeya Parkeya 15 maja 1987. |                      |                          |                   |                             |               |
| 9 kwietnia 1988 | 4 grudnia 1988       | Evander Holyfield        | Stany Zjednoczone | Uniwersalny (WBA, WBC, IBF) | 0             |
| Holyfield pokonując Carlosa De León zunifikował wszystkie tytuły. Zwakował pasy przechodząc do kategorii ciężkiej. |                      |                          |                   |                             |               |
| 25 marca 1989 | 25 września 1989     | Taoufik Belbouli         | Tunezja           | WBA                         | 0             |
| Belbouli zdobył wakujący tytuł zwyciężając Michaela Greera, a następnie zrezygnował z jego obrony. |                      |                          |                   |                             |               |
| 17 maja 1989 | 27 lipca 1990        | Carlos De León           | Portoryko         | WBC                         | 1             |
| 3 czerwca 1989 | 22 marca 1990        | Glenn McCrory            | Wielka Brytania   | IBF                         | 1             |
| 27 listopada 1989 | 8 marca 1991         | Robert Daniels           | Stany Zjednoczone | WBA                         | 2             |
| 3 grudnia 1989 | 17 maja 1990         | Boone Pultz              | Stany Zjednoczone | WBO                         | 0             |
| Pultz został pierwszym mistrzem WBO po pokonaniu 3 grudnia 1989 Magne Havnå. |                      |                          |                   |                             |               |
| 22 marca 1990 | lipiec 1991          | Jeff Lampkin             | Stany Zjednoczone | IBF                         | 1             |
| Lampkin zrezygnował z tytułu nie zgadzając się na wyznaczony termin jego obrony. |                      |                          |                   |                             |               |
| 17 maja 1990 | maj 1992             | Magne Havnå              | Norwegia          | WBO                         | 2             |
| Havnå zrezygnował z tytułu WBO. |                      |                          |                   |                             |               |
| 27 lipca 1990 | 20 lipca 1991        | Massimiliano Duran       | Włochy            | WBC                         | 1             |
| 8 marca 1991 | maj 1992             | Bobby Czyz               | Stany Zjednoczone | WBA                         | 2             |
| Czyz zrzekł się tytułu WBA. |                      |                          |                   |                             |               |
| 20 lipca 1991 | grudzień 1994        | Anaclet Wamba            | Francja           | WBC                         | 7             |
| Wamba został pozbawiony tytułu WBC za odmowę walki rewanżowej z Marcelo Fabianem Dominguezem, a następnie ogłosił zakończenie kariery 30 grudnia 1994. |                      |                          |                   |                             |               |
| 7 września 1991 | 30 lipca 1992        | James Warring            | Stany Zjednoczone | IBF                         | 2             |
| 25 lipca 1992 | 13 lutego 1993       | Tyrone Booze             | Stany Zjednoczone | WBO                         | 1             |
| 30 lipca 1992 | kwiecień 1996        | Alfred Cole              | Stany Zjednoczone | IBF                         | 5             |
| Cole zrezygnował z tytułu IBF przechodząc do wagi ciężkiej. |                      |                          |                   |                             |               |
| 13 lutego 1993 | 26 czerwca 1993      | Markus Bott              | Niemcy            | WBO                         | 0             |
| 26 czerwca 1993 | 17 grudnia 1994      | Nestor Giovannini        | Argentyna         | WBO                         | 1             |
| 6 listopada 1993 | 22 lipca 1995        | Orlin Norris             | Stany Zjednoczone | WBA                         | 4             |
| 17 grudnia 1994 | styczeń 1995         | Dariusz Michalczewski    | Polska            | WBO                         | 0             |
| Michalczewski zrezygnował z tytułu wybierając obronę pasa WBO w wadze półciężkiej, który zdobył 10 września 1994. |                      |                          |                   |                             |               |
| 10 czerwca 1995 | 4 października 1997  | Ralf Rocchigiani         | Niemcy            | WBO                         | 6             |
| 22 lipca 1995 | 8 listopada 1997     | Nate Miller              | Stany Zjednoczone | WBA                         | 4             |
| 25 lipca 1995 | 21 lutego 1998       | Marcelo Fabián Domínguez | Argentyna         | WBC                         | 5             |
| 31 sierpnia 1996 | 21 czerwca 1997      | Adolpho Washington       | Stany Zjednoczone | IBF                         | 0             |
| 21 czerwca 1997 | 8 listopada 1997     | Uriah Grant              | Jamajka           | IBF                         | 0             |
| 4 października 1997 | 27 marca 1999        | Carl Thompson            | Wielka Brytania   | WBO                         | 2             |
| 8 listopada 1997 | 30 października 1998 | Imamu Mayfield           | Stany Zjednoczone | IBF                         | 1             |
| 8 listopada 1997 | 9 grudnia 2000       | Fabrice Tiozzo           | Francja           | WBA                         | 4             |
| 21 lutego 1998 | luty 2002            | Juan Carlos Gómez        | Kuba              | WBC                         | 10            |
| Gomez zwakował tytuł WBC przechodząc do wagi ciężkiej. |                      |                          |                   |                             |               |
| 30 października 1998 | 5 czerwca 1999       | Arthur Williams          | Stany Zjednoczone | IBF                         | 0             |
| 27 marca 1999 | wrzesień 2006        | Johnny Nelson            | Wielka Brytania   | WBO                         | 13            |
| Nelson ogłosił zakończenie kariery 22 września 2006. |                      |                          |                   |                             |               |
| 5 czerwca 1999 | 26 kwietnia 2003     | Wasilij Żyrow            | Kazachstan        | IBF                         | 6             |
| 9 grudnia 2000 | 23 lutego 2002       | Virgil Hill              | Stany Zjednoczone | WBA                         | 0             |
| 23 lutego 2002 | 2 kwietnia 2005      | Jean-Marc Mormeck        | Francja           | WBA                         | 4             |
| 11 października 2002 | 2 kwietnia 2005      | Wayne Braithwaite        | Gujana            | WBC                         | 3             |
| 26 kwietnia 2003 | grudzień 2003        | James Toney              | Stany Zjednoczone | IBF                         | 0             |
| Toney pozostawił wakujący tytuł IBF przechodząc do wagi ciężkiej. |                      |                          |                   |                             |               |
| 1 maja 2004 | kwiecień 2005        | Kelvin Davis             | Stany Zjednoczone | IBF                         | 0             |
| Davis zwakował tytuł IBF przechodząc do kategorii ciężkiej. |                      |                          |                   |                             |               |
| 2 kwietnia 2005 | 7 stycznia 2006      | Jean-Marc Mormeck        | Francja           | WBA i WBC                   | 0             |
| Mormeck zunifikował tytuły WBA i WBC zwyciężając Braithwaite'a 2 kwietnia 2005. |                      |                          |                   |                             |               |
| 20 maja 2005 | 7 stycznia 2006      | O’Neil Bell              | Jamajka           | IBF                         | 2             |
| 7 stycznia 2006 | marzec 2006          | O’Neil Bell              | Jamajka           | WBA, WBC i IBF              | 0             |
| O’Neil Bell zunifikował tytuły WBA, WBC i IBF zwyciężając Mormecka 7 stycznia 2006. Został pozbawiony tytułu IBF za odmowę walki z pretendentem wyznaczonym przez federację. |                      |                          |                   |                             |               |
| marzec 2006 | 17 marca 2007        | O’Neil Bell              | Jamajka           | WBA, WBC                    | 0             |
| wrzesień 2006 | 8 marca 2008         | Enzo Maccarinelli        | Wielka Brytania   | WBO                         | 4             |
| Maccarinelli po pokonaniu Marcelo Fabiana Domíngueza 8 lipca 2006 został mistrzem tymczasowym WBO. Po ogłoszeniu 22 września 2006 przez Nelsona zakończenia kariery został awansowany na mistrza regularnego. |                      |                          |                   |                             |               |
| 26 listopada 2006 | 26 maja 2007         | Krzysztof Włodarczyk     | Polska            | IBF                         | 0             |
| 17 marca 2007 | 17 listopada 2007    | Jean-Marc Mormeck        | Francja           | WBA i WBC                   | 0             |
| 26 maja 2007 | 11 grudnia 2008      | Steve Cunningham         | Stany Zjednoczone | IBF                         | 1             |
| 17 listopada 2007 | 8 marca 2008         | David Haye               | Wielka Brytania   | WBA i WBC                   | 1             |
| 8 marca 2008 | maj 2008             | David Haye               | Wielka Brytania   | WBA, WBC i WBO              | 0             |
| Haye zrezygnował z tytułów WBA, WBC i WBO przechodząc do wagi ciężkiej. |                      |                          |                   |                             |               |
| 24 czerwca 2008 | 27 września 2008     | Firat Arslan             | Niemcy            | WBA                         | 1             |
| 27 września 2008 | 30 października 2012 | Guillermo Jones          | Panama            | WBA                         | 2             |
| Jones został pozbawiony tytułu z powodu nieaktywności. |                      |                          |                   |                             |               |
| 24 października 2008 | 21 listopada 2009    | Giacobbe Fragomeni       | Włochy            | WBC                         | 1             |
| 11 grudnia 2008 | październik 2009     | Tomasz Adamek            | Polska            | IBF                         | 2             |
| Adamek pozostawił tytuł wakujący przechodząc do kategorii ciężkiej. |                      |                          |                   |                             |               |
| luty 2009 | 29 sierpnia 2009     | Victor Emilio Ramírez    | Argentyna         | WBO                         | 1             |
| 29 sierpnia 2009 | 14 sierpnia 2015     | Marco Huck               | Niemcy            | WBO                         | 13            |
| 21 listopada 2009 | styczeń 2010         | Zsolt Erdei              | Węgry             | WBC                         | 0             |
| Erdei zrezygnował z tytułu WBC ogłaszając zakończenie kariery, z którego się wycofał. |                      |                          |                   |                             |               |
| 15 maja 2010 | 27 października 2014 | Krzysztof Włodarczyk     | Polska            | WBC                         | 6             |
| Włodarczyk zdobył wakujący tytuł po pokonaniu Giacobbe Fragomeniego przez techniczny nokaut w 8. rundzie. |                      |                          |                   |                             |               |
| 5 czerwca 2010 | 1 października 2011  | Steve Cunningham         | Stany Zjednoczone | IBF                         | 1             |
| 1 października 2011 | Nadal                | Yoan Pablo Hernández     | Kuba              | IBF                         | 4             |
| 30 października 2012 | Nadal                | Dienis Lebiediew         | Rosja             | WBA                         | 3             |
| Lebiediew zdobył tytuł tymczasowego mistrza świata WBA 4 listopada 2012 po pokonaniu Jamesa Toneya na punkty. Po pozbawieniu Guillermo Jonesa tytułu mistrza świata z powodu nieaktywności Lebiediew został mistrzem regularnym WBA. 17 maja 2013 został znokautowany w 11. rundzie przez Guillermo Jonesa, ale okazało się, że Jones używał środków dopingujących i Lebiediewowi przywrócono tytuł mistrza świata WBA. |                      |                          |                   |                             |               |
| 27 października 2014 | Nadal                | Grigorij Drozd           | Rosja             | WBC                         | 1             |
| 14 sierpnia 2015 | 17 września 2016     | Krzysztof Głowacki       | Polska            | WBO                         | 1             |
| 17 września 2016 | Nadal                | Ołeksandr Usyk           | Ukraina           | WBO                         | 4             |
| 3 grudnia 2016 | Nadal                | Murat Gassijew           | Rosja             | WBO                         | 2             |